# جورج كليفورد
جورج كليفورد (بالإنجليزية: George Clifford)‏ (10 فبراير 1896 بهاروغيت في المملكة المتحدة - ) هو لاعب كرة قدم بريطاني (وحمل سابقاً جنسية المملكة المتحدة لبريطانيا العظمى وأيرلندا) في مركز الدفاع. لعب مع نادي بورتسموث ونادي مانسفيلد تاون.